# ویتور پریرا (بازیکن فوتبال، زاده ۱۹۶۸)
ویتور پریرا (پرتغالی: Vítor Pereira؛ زادهٔ ۲۶ ژوئیهٔ ۱۹۶۸) بازیکن سابق و مربی فوتبال اهل پرتغال است.سرمربی فعلی ولورهمپتون است.